# الجرنیه، ریف دمشق
الجرنیه (به عربی: الجرنیة) یک روستا در سوریه است که در استان ریف دمشق واقع شده‌است. الجرنیه ۲۷۱ نفر جمعیت دارد.